# Phare de Ponta Jalunga
Le phare de Ponta Jalunga  est un phare  au nord-est de l'île de Brava, l'une des îles du groupe des Sotavento, proche du port de Furna au Cap-Vert.
Ce phare géré par la Direction de la Marine et des Ports (Direcção Geral de Marinha e Portos ou DGMP) .

## Histoire
Ponta Jalunga est le point le plus au nord-est de l'île.
Le phare a été construit en 1891 et il est érigé au nord de l'entrée du port de Furma, au coin nord-est de l'île, à 2.5 km de Nova Sintra.

## Description
C'est un socle en maçonnerie avec un escalier extérieur de 4 m de hauteur attachée à une maison de gardien d'un étage. L'édifice est blanc et la lanterne est grise. Il est alimenté à l'énergie solaire.
Il émet, à une hauteur focale de 29 m, quatre éclats blancs par période de 20 secondes. Sa portée nominale est de 9 milles nautiques (environ 17 km).
Identifiant : ARLHS : CAP-013 ; PT-2180 - Amirauté : D2908 - NGA : 113-24236 .

### Lien connexe
- Liste des phares au Cap-Vert